# Programación binaria
Programación Binaria
En Matemática Aplicada la programación binaría hace referencia a aquella cuyo conjunto de soluciones sólo puede tomar uno de dos posibles valores: 1 o 0. Es un caso especial de la Programación Entera. Esta herramienta matemática es especialmente útil para enfrentar problemas de tipo de toma de decisiones Si o No. El Problema de la asignación, es un caso particular de esta metodología, dónde se debe asignar unos recursos limitados a unas tareas específicas de manera óptima.